# ديفيد أ. تي ستافورد
ديفيد أ. تي ستافورد (بالإنجليزية: David A. T. Stafford)‏ هو مؤرخ ودبلوماسي بريطاني، ولد في 10 مارس 1942.